# TSG Balingen Fußball
Pour le club omnisports, voir TSG Balingen.
Maillots
Actualités
Le TSG Balingen Fußball est un club de football basé à Balingen. Né en 2020 de la scission du département football du TSG Balingen, il évolue en Oberliga Baden-Württemberg depuis la saison 2024-2025.

## Histoire

### Fondation du club (à partir de 1907)
En 1907, Hofmann, Renschler, Sonnenkalb et Hugo Schäfer fondent une communauté de joueurs (Spielergemeinschaft) à l'auberge Adler.  La communauté ne comporte que 6 membres, et n'a pas de terrain. En 1909, la communauté entre en compétition, en jouant contre Ebingen, Tailfingen et Hechingen. Plusieurs joueurs extérieurs à la région évoluent alors dans l'équipe.
Pendant la Première Guerre mondiale, le club interrompt ses activités. En 1919, la première réunion officielle du club a lieu à l'auberge Adler. Hugo Schäfer, père fondateur du club, en est considéré l'instigateur. Parmi les autres figures majeures du club après la guerre figurent August Erhardt, Eugen Christ et Albert Haug. Outre leur engagement bénévoles, ces hommes ont aussi joué au sein de l'équipe.
Après avoir disputé ses matchs sur le Heuberg et le Stettberg, le premier véritable stade du club est construit sur le terrain de l'actuelle entreprise Joseph Mehrer. Des buts sont installés sur le terrain, et le club passe du football à six au football à onze. L'équipe était alors surnommée le « Schwarze Elf » (Onze Noir).
À partir de 1920, l'équipe de football n'est plus une communauté de joueurs, mais la section football du TG Balingen (ancêtre du TSG Balingen). Cependant, en 1923, le TG Balingen entre en conflit avec la Deutsche Turnerschaft, ce qui conduit les footballeurs à faire sécession et à fonder leur propre club, le VfR 07 Balingen. Le VfR remporte le championnat du district de « Roßberggau ». Le club est immédiatement éliminé par Wendlingen dans le championnat régional. Ernst Junginger, qui jouerait un rôle important dans la fusion du VfR et du TG, participa à ce « match de Wendlingen ».
En effet, l'indépendance du VfR 07 Balingen ne dura que dix ans. En 1933, le VfR et le TG fusionnent à nouveau. La fusion est motivée par des années de consolidation interne, un bon travail de recrutement, une équipe première solide, et des circonstances politiques.

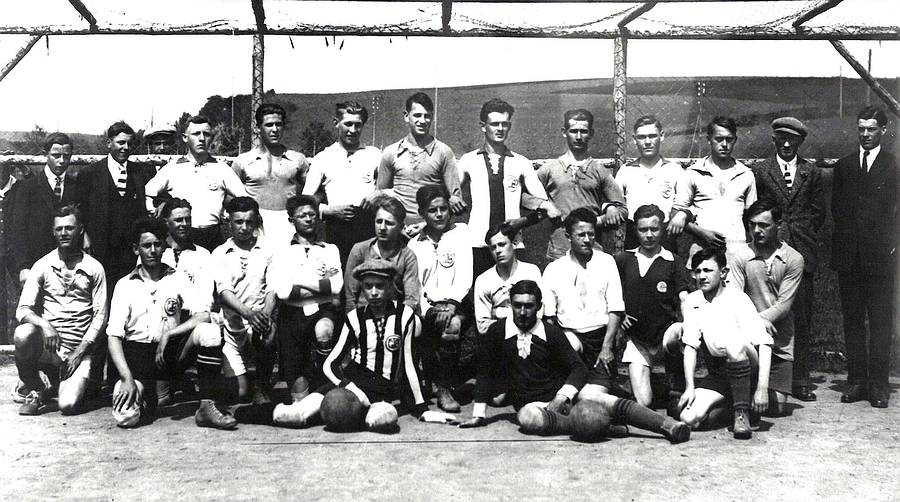
Le „Schwarze Elf“ (1922)
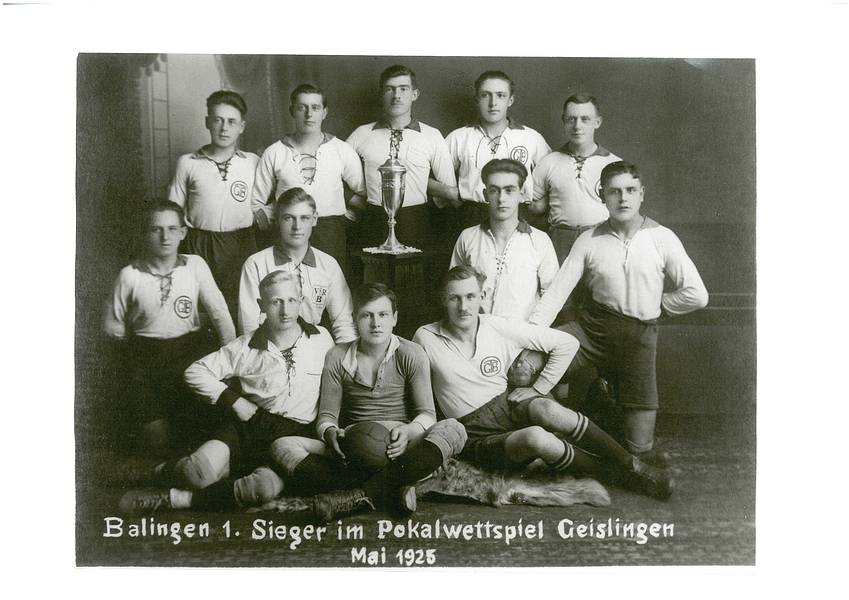
Équipe du TG Balingen (1925)
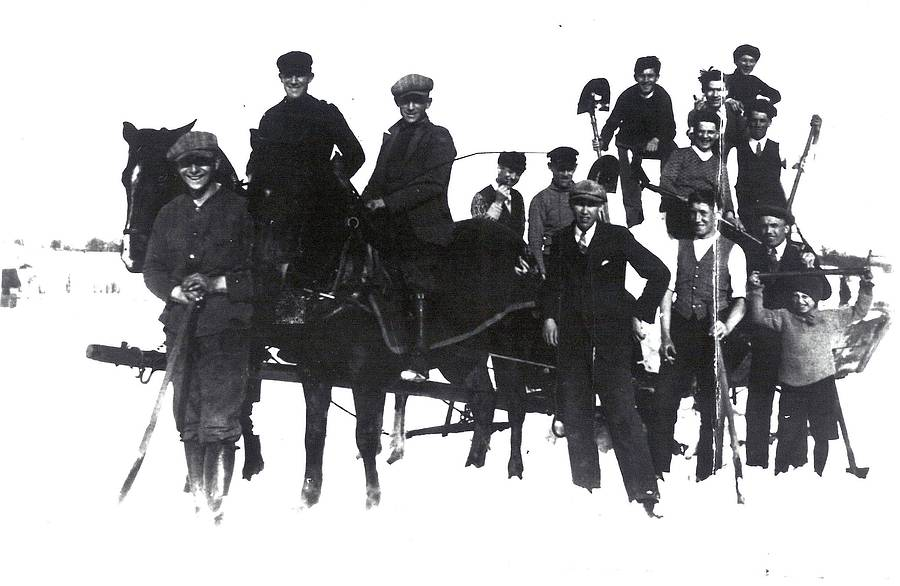
Photo de l'équipe en hiver (1931)
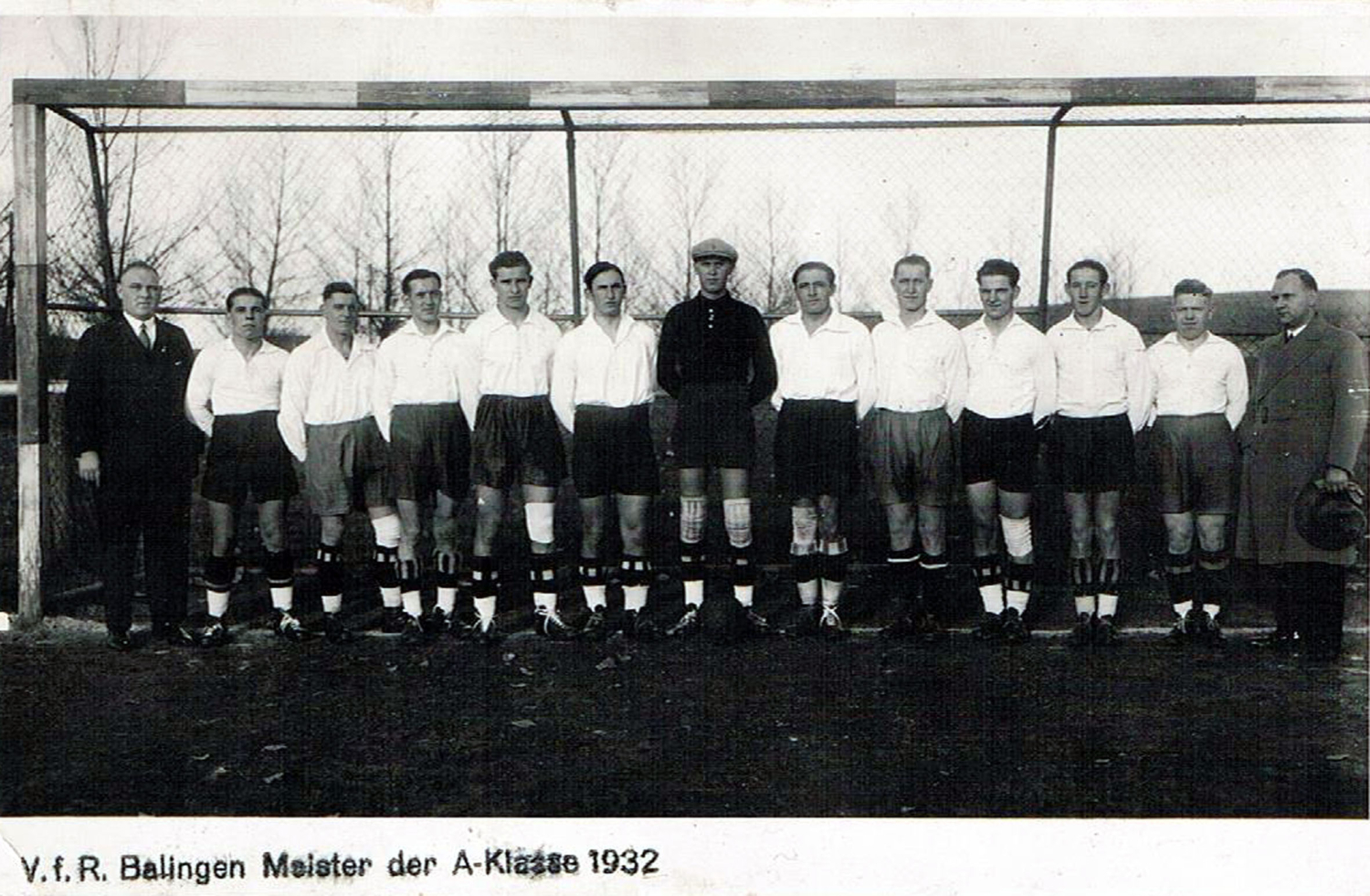
Photo d'équipe du VfR 07 Balingen (1932)

### Après la Seconde Guerre mondiale (à partir de 1945)
En raison de la Seconde Guerre mondiale, les activités du club sont interrompues jusqu'à 1945. La section football du TG Balingen redémarre progressivement sous l'impulsion de Junginger, Flatt et Wurm. Le club dispute ses premiers matchs amicaux en août 1945, et les premiers matchs au niveau fédéral ont lieu à la fin de l'année. La vie footballistique de Balingen est ainsi relancée.
En 1948, la section football du TG Balingen accueille un nouvel entraîneur, Erich Koch, ancien entraîneur du VfB Stuttgart. La division football reste invaincu, et remporte la A-Klasse. Le club est ainsi promu en Landesliga Nord (plus tard renommée II. Amateurliga Nord puis II. Amateurliga Gruppe IV). Entre 1948 et 1950, le club opère sous le nom de SV Balingen. Le SV Balingen est promu en Landesliga Südwürttemberg en 1948. Il s'agissait alors de la plus haute division amateur, directement sous l'Oberliga Sud-Ouest. Lors de la saison 1948-1949, le club termine 9e du groupe Nord, et atteint la 10e place la saison suivante.
Dans le cadre de la réforme structurelle, le club est intégré à la 2. Amateurliga Württemberg en 1950, et prend le nom de TSG Balingen à partir de la saison 1950-1951. En 1955, en l'honneur des 700 ans de la ville de Balingen, une équipe de Balingen/Tailfingen affronte le Karlsruher SC, qui venait de gagner la DFB-Pokal. L'accueil fut enthousiaste, et la défaite 8-0 logique. En 1957, le club célèbre les cinquante ans écoulés depuis la fondation à l'Adler, avec une soirée de gala, des matchs amicaux et une soirée de divertissement. En 1958, le club affronte le BSC Young Boys, alors champions de Suisse. Le club local est défait de justesse 4-3.
En 1963, le club est relégué hors de la II. Amateurliga. Sous la direction du président Franz Maurer, et de l'entraîneur Lehmann, le club retrouve la II. Amateurliga après une saison.
En 1975, le club dispute un match amical face à l'Olympique de Marseille, qu'ils perdent 2-5. En 1977, le club est à nouveau relégué de II. Amateurliga. Pour célébrer son 70e anniversaire, le club affronte le Grasshopper Club Zurich. En 1981, le club organise un match de charité entre le VfB Stuttgart et une sélection de l'armée allemande. Le club célèbre un an plus tard son 75e anniversaire, et affronte des célébrités (dont Horst Eckel, Georg Schwarzenbeck, Helmut Haller, Wolfgang Weber, Buffy Ettmayer (en) et Jürgen Grabowski).
De nombreuses années durant, le TSG aspire à la montée en Landesliga. Ces ambitions se soldent cependant par un échec, et le club descend en Kreisliga A en 1990. En 1993, le club retrouve la Bezirksliga. Un an plus tard, le club parvient enfin à monter en Landesliga Württemberg (ex-II. Amateurliga) sous la direction de l'entraîneur « Kalle » Weißenbach. Le TSG Balingen remporte le Bezirkspokal la même année.

#### Promotion en Verbandsliga et décès de Günter Kraut

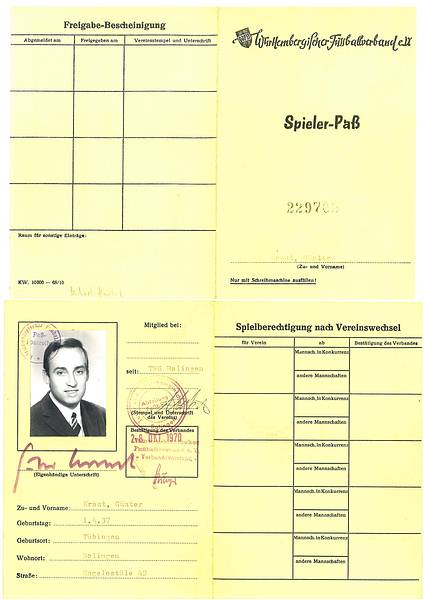
Carte de joueur de Günter Kraut, président d'honneur du club (1970)

En 1995, le TSG obtient sa troisième promotion de rang, et atteint la Verbandsliga Württemberg (alors la 5e division au niveau national). La promotion est célébrée par un match amical contre le 1. FC Kaiserslautern, club de Bundesliga. Le TSG doit alors s'adapter à l'arrivée de Bernhard Glietsch au conseil d'administration, et au décès de Günter Kraut, président d'honneur du club de longue date. Le journal Frankfurter Allgemeine Zeitung relaie le décès du membre totémique du club dans sa rubrique économique :

« Günter Kraut, associé-gérant du groupe Bizerba (en), est décédé ce weekend à l'âge de 58 ans. L'entrepreneur, alors qu'il jouait au tennis, s'est soudainement effondré, succombant à une insuffisance cardiaque. Günter Kraut était la quatrième génération à la tête de l'entreprise familiale, leader allemand des balances de détail et fabricant de machines de transformation de la viande. »

En 1996, le club arrache difficilement son maintien. La même année, la uhlsport-Cup, coupe junior est organisée pour la première fois, et plus de 100 équipes participent à la compétition. Le club célèbre son 90e anniversaire l'année suivante, et affronte le VfB Stuttgart à cette occasion. En 1998, le club est entraîné par l'ancien joueur professionnel Frank Elser (de), qui mène l'équipe à de grands succès durant la saison, mais le club ne finit que 8e.
L'équipe réserve du club est promue en Bezirksliga pour la première fois en 2000. En 2001, l'équipe première obtient la 3e place de Verbandsliga, soit son meilleur résultat. En 2002, le club bat ce record avec un total de 49 points en championnat. En 2005, le TSG Balingen finit 2e de Verbandsliga, et participe aux barrages de promotion en Oberliga Baden-Württemberg, mais est défait de justesse. La même année, les juniors C du club remportent la plus haute ligue junior. En demi-finale du championnat du Wurtemberg, ils sont défaits par le VfB Stuttgart. En 2006, l'équipe première répète son résultat de la saison précédente, mais échoue encore aux barrages de promotion.
En 2008, le TSG remporte la Verbandsliga Württemberg, et est promu en Oberliga pour la première fois de son histoire. Dès sa première saison, le club termine 3e, une performance qualifiée d'« impressionante ». Lors de sa deuxième saison cependant, le club subit de nombreuses blessures, mais parvient tout de même à atteindre la 10e place. 
Balingen a été touchée par les inondations européennes de 2013, qui détruisent une grande partie du matériel de l'Au-Stadion. Les dégâts s'élèvent à une somme de 65 000 €.
En 2015, l'équipe atteint les demi-finales du  WFV-Pokal. Jan Ferdinand devient la même année le premier joueur du club à disputer un match international, avec l'équipe d'Allemagne U18. En 2017, le TSG Balingen atteint à nouveau les demi-finales du WFV-Pokal.
En 2018 le TSG remporte l'Oberliga Baden-Württemberg, et est ainsi promu en Regionalliga Sud-Ouest. Dès sa première saison, le club récolte 41 points, en ne perdant que deux matchs à domicile. Le club enregistre un nouveau record d'affluence, avec 1600 spectateurs en moyenne à domicile. Le club termine ainsi à une honorable 11e place. 
La saison suivante, le club ne remporte que trois matchs, et se retrouve 17e, en temps normal synonyme de relégation. Cependant, la saison ayant été interrompue en raison de la pandémie de Covid-19, le club n'est pas relégué,.

### TSG Balingen Fußball e. V. (depuis 2020)

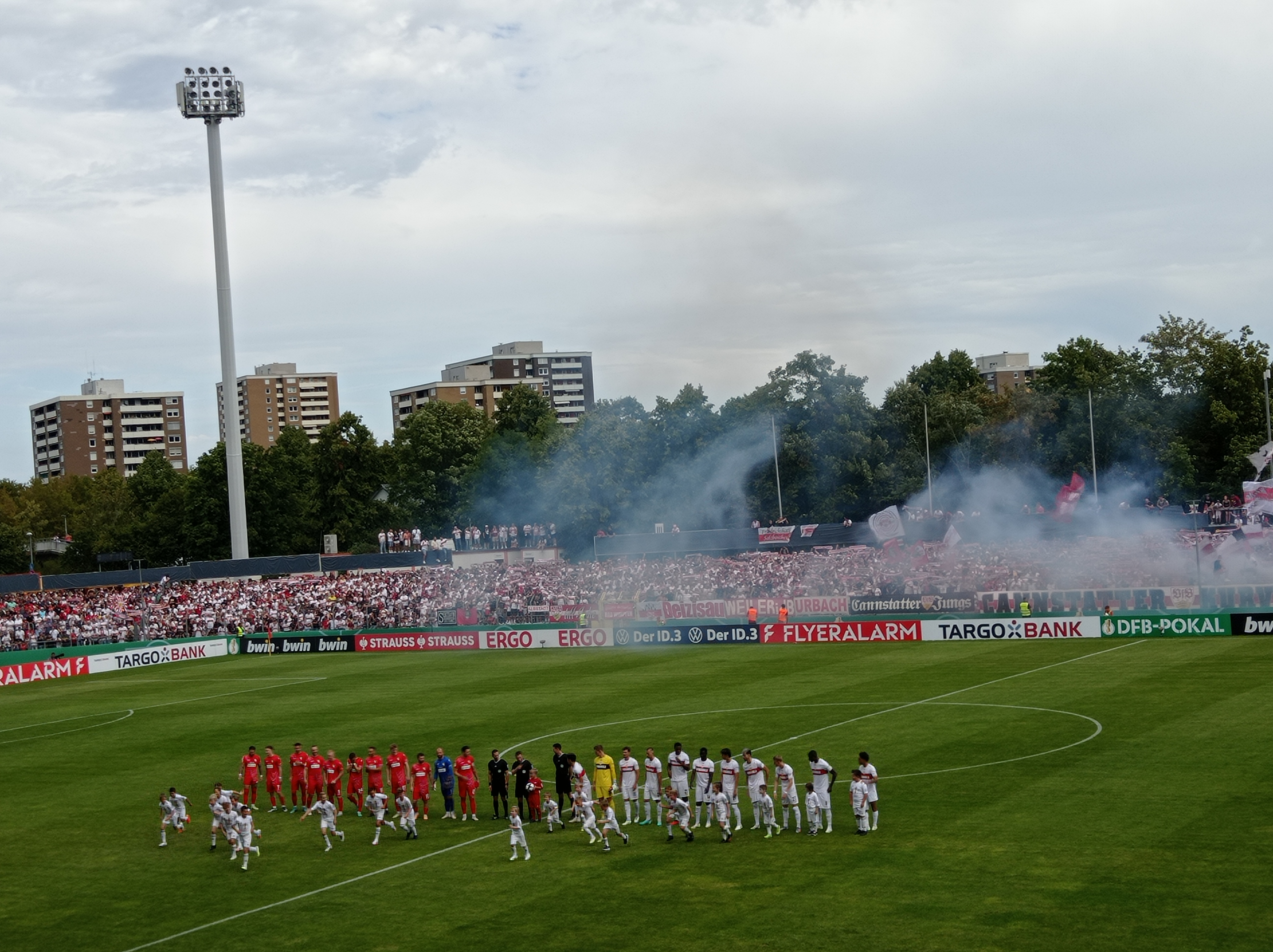
Match de DFB-Pokal 2023-2024 face au VfB Stuttgart dans le Stadion an der Kreuzeiche à Reutlingen

En septembre 2020, la section football du TSG Balingen se sépare du club. Cette scission donne naissance au club de football, sous le nom de TSG Balingen Fußball e. V..
En 2021, le club entre en collaboration avec le VfB Stuttgart dans le secteur des jeunes. Les autres clubs en partenariat avec le club sont le SV Dotternhausen, le SV Heselwangen, et le FC Stetten/Salmendingen. Le club collabore également avec le Gartenschau Balingen 2023 (de).
Le TSG Balingen Fußball remporte le WFV-Pokal pour la première fois en 2023, en battant le SV Stuttgarter Kickers aux tirs au but (5-4). Ainsi il se qualifie en DFB-Pokal 2023-2024. Le club affronte le VfB Stuttgart à Reutlingen, et est défait 0-4. Le club manque une défense de son titre en WFV-Pokal 2023-2024, ayant aligné un joueur inéligible lors de sa victoire 11-0 lors du 1er tour face au Sportfreunde Gechingen, et perd ainsi le match sur tapis vert.
La saison 2022-2023 est la plus réussie à ce jour pour le club. En février 2023, le club occupait la 2e place de la Regionalliga Sud-Ouest. Ainsi le directeur général du club demande la licence pour évoluer en 3. Liga,. Le club termine la saison à la 6e place.
La saison suivante, le club termine 17e, et est relégué en Oberliga Baden-Württemberg. Le club termine 2e d'Oberliga Baden-Württemberg, 19 points derrière le SG Sonnenhof Großaspach, lors de la saison 2024-2025, et dispute les barrages de promotion.

## Identité visuelle
Le logo du club est resté quasi inchangé depuis 1950. Il s'inspire des armoiries de la ville de Balingen. La tête de bouclier dorée, le bois de cerf noir et le damier noir et blanc figurent sur les armoiries de la ville comme sur le logo du club. Le bouclier et les initiales (T S G), distinguent le logo du club des armoiries de la ville.
Les couleurs du TSG Balingen puis du TSG Balingen Fußball sont le noir et le rouge, ce qui contraste avec les couleurs de la ville (noir, blanc et jaune).

Armoiries de la ville de Balingen
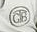
Logo du TG Balingen, club prédécesseur du TSG Balingen
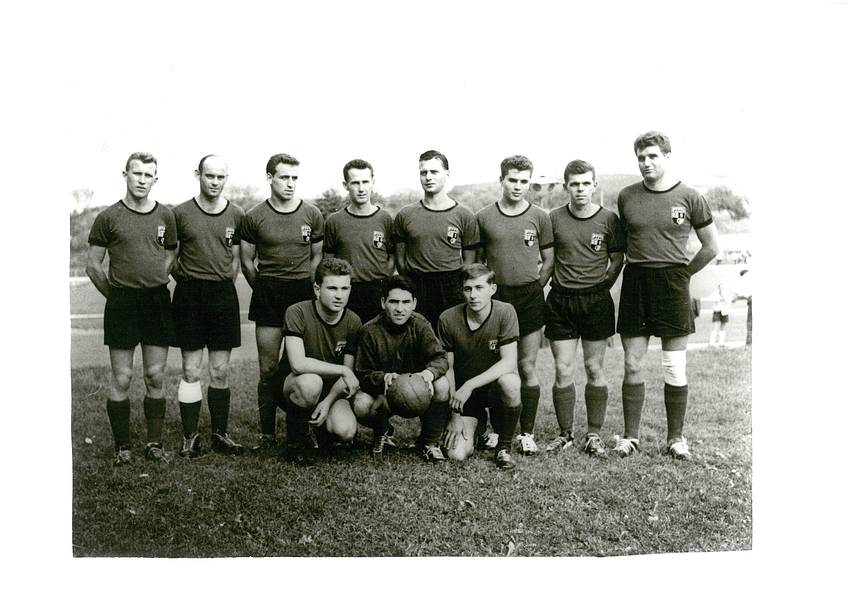
Photo d'équipe du TSG Balingen (1950) – le logo traditionnel est visible sur les maillots
Ancien logo du club – 1950-2016
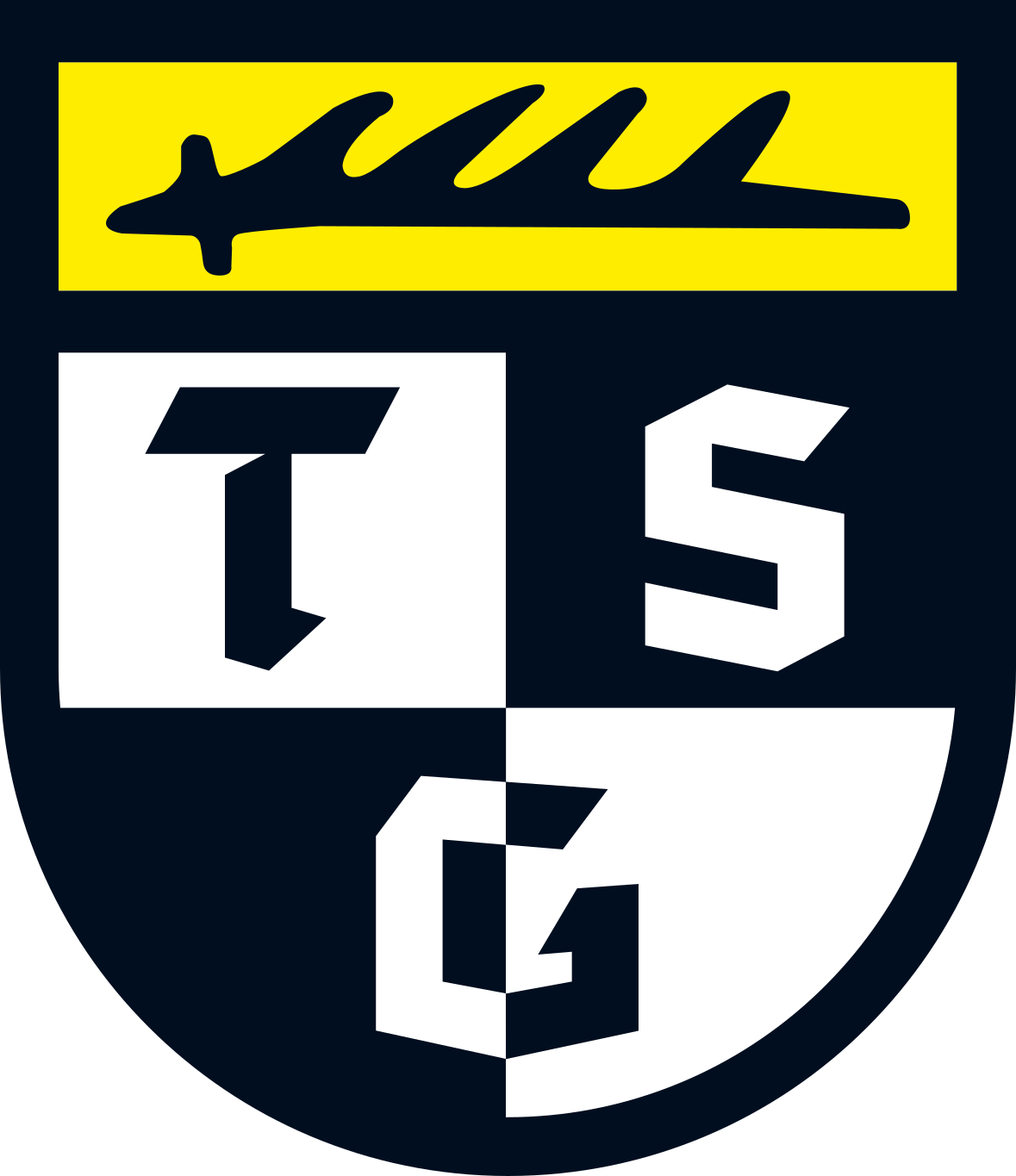
Logo actuel – depuis 2016

## Stade
La BIZERBA-Arena est le stade du TSG Balingen Fußball, et accueille de nombreux évènements sportifs régionaux et nationaux. Le stade peut accueillir un total de 8 000 spectateurs, et possède 600 places couvertes.

### Au-Stadion (1953-2014)
L'Au-Stadion est achevé en 1953. La même année, il accueille les Championnats d'Allemagne juniors d'athlétisme. La tribune en bois pouvait accueillir 5 000 spectateurs, et possédait 150 places couvertes. En 2013 le stade est inondé par la crue de l'Eyach (en). L'inondation n'était pas la raison principale de la reconstruction du stade, celle-ci étant prévue depuis 2008.
|  |  |  |

### Stade reconstruit (depuis 2014)
La reconstruction du stade est achevée en octobre 2014. Le coût total des travaux est de 6,2 millions d'euros,. Il possède 8 000 places, dont 600 couvertes, réparties en quatre blocs. Le club dispute son premier match dans le stade reconstruit face au SC Pfullendorf le 10 octobre 2014, et le stade est officiellement inauguré deux semaines plus tard.
En 2016, le fabricant de balances Bizerba (en), basé à Balingen signe un contrat de naming, ainsi le stade prend le nom de BIZERBA-Arena.
À la suite de la promotion de l'équipe de football en Regionalliga pour la saison 2018-2019, la ville de Balingen investit un quart de million d'euros durant l'été 2018 pour moderniser le stade et le rendre conforme aux normes de sécurité du 4e échelon allemand.
Le stade comprend un club-house, plusieurs espaces VIP, et une salle en plein air.

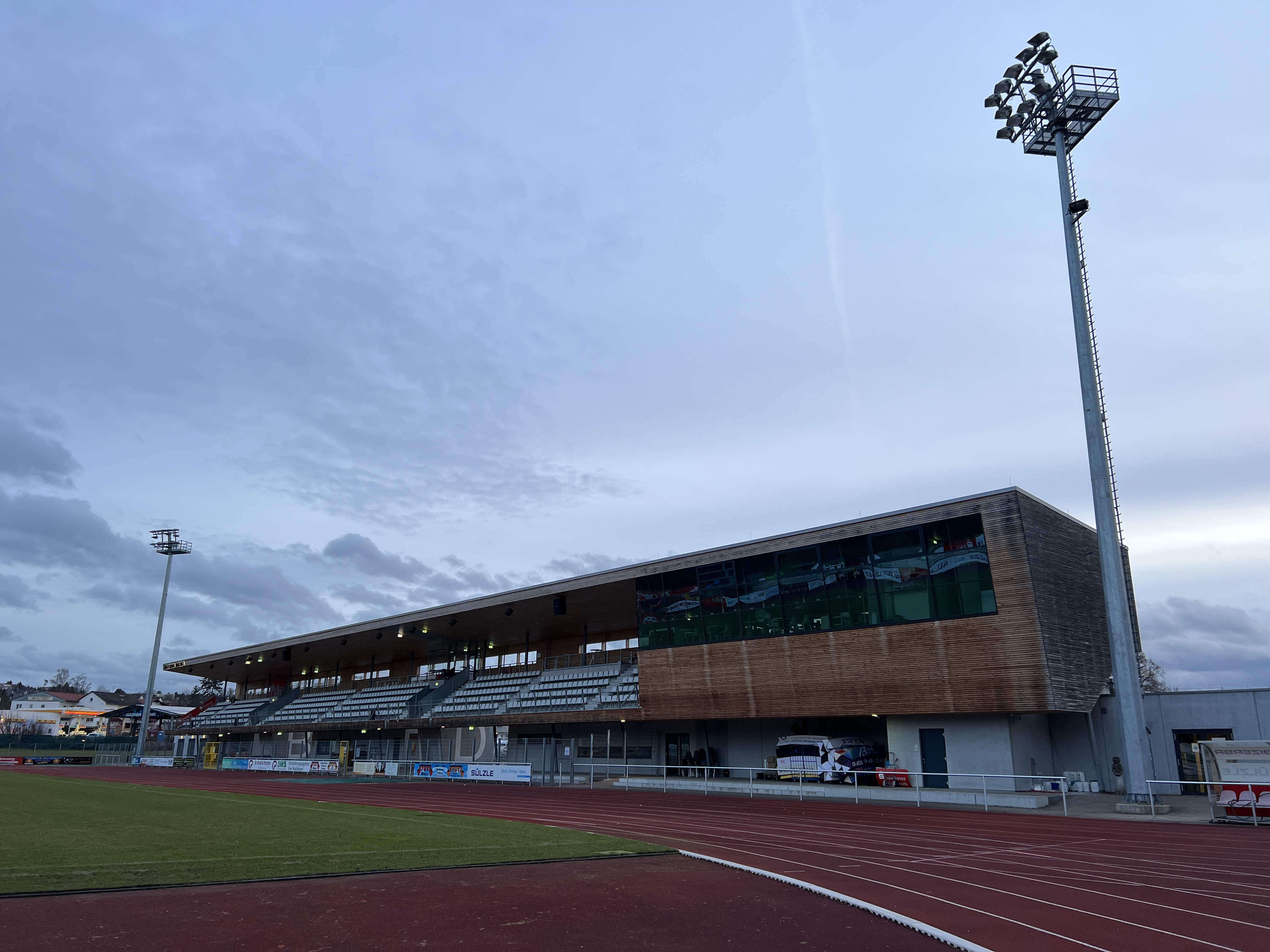
La BIZERBA-Arena en 1/2022 en football

### Accès
La BIZERBA-Arena est accessible via la Bundesstraße 27 (sortie Balingen-Nord).

## Palmarès
- Champion d'Oberliga Baden-Württemberg : 2017-2018
  - de ce fait, promotion en Regionalliga Sud-Ouest 2018-2019
- Champion de Verbandsliga Württemberg : 2007-2008
  - de ce fait, promotion en Oberliga Baden-Württemberg 2008-2009
- WFV-Pokal :
  - Champion en 2022-2023
    - de ce fait, qualification en DFB-Pokal 2023-2024

  - Finaliste en 2019-2020 et 2020-2021

## Liens
Site internet du club